# Daffymitra
Daffymitra is een geslacht van weekdieren uit de klasse van de Gastropoda (slakken).

## Soort
- Daffymitra lindae Harasewych & Kantor, 2005